# Saint-Bonnet-les-Oules
Saint-Bonnet-les-Oules è un comune francese di 1 554 abitanti situato nel dipartimento della Loira della regione dell'Alvernia-Rodano-Alpi.

## Società

### Evoluzione demografica
Abitanti censiti